# Baszta Tęczyńska na Wawelu

Baszta Tęczyńska na mapie Wawelu.

Baszta Tęczyńska – baszta na Wawelu, pochodziła z XIV w. Została zburzona przez Austriaków, była już mocno zniszczona, w 1851 r. w związku z budową murów obronnych wokół wawelskiego wzgórza. Wzgórze zostało jednym z elementów Twierdzy Kraków.
Część górną zrekonstruowano w 1958 roku. Nazwa pochodzi od przyległego dawniej domu Tęczyńskich. Obok niej znajduje się baszta Szlachecka.